# 奈良県道・和歌山県道731号二見御幸辻停車場線
奈良県道・和歌山県道731号二見御幸辻停車場線（ならけんどう・わかやまけんどう731ごう ふたみみゆきつじていしゃじょうせん）は、奈良県五條市から和歌山県橋本市に至る一般県道である。

## 概要
奈良県五條市二見2丁目から和歌山県橋本市御幸辻に至る。

### 路線データ
- 起点：奈良県五條市二見2丁目（二見駅前交差点、国道24号交点）
- 終点：和歌山県橋本市御幸辻（南海高野線 御幸辻駅前、和歌山県道105号山田御幸辻停車場線終点）
- 総延長：10.0 km（和歌山県：7.944 km）

## 路線状況

### 重複区間
- 和歌山県道105号山田御幸辻停車場線（和歌山県橋本市御幸辻）

### 道路施設

#### 橋梁
- 奈良県
  - 落合橋（落合川、五條市 - 和歌山県橋本市）
- 和歌山県
  - 新宮橋（東谷川、橋本市）
  - 新紀見橋（橋本川、橋本市）

## 地理

### 通過する自治体
- 奈良県
  - 五條市
- 和歌山県
  - 橋本市

### 交差する道路
| 交差する道路                                   | 都道府県名 | 市町村名 | 交差する場所 | 交差する場所          |
| ---------------------------------------------- | ---------- | -------- | ------------ | --------------------- |
| 国道24号                                       | 奈良県     | 五條市   | 二見2丁目    | 二見駅前交差点 / 起点 |
| 国道24号 / E24 京奈和自動車道                  | 奈良県     | 五條市   |              | [ 注釈 1 ]            |
| 和歌山県道104号山内恋野線                      | 和歌山県   | 橋本市   | 隅田町山内   | 山内交差点            |
| 和歌山県道105号山田御幸辻停車場線 重複区間起点 | 和歌山県   | 橋本市   | 御幸辻       |                       |
| 和歌山県道105号山田御幸辻停車場線 重複区間終点 | 和歌山県   | 橋本市   | 御幸辻       | 終点                  |

### 交差する鉄道
- 和歌山線

### 沿線
- JR西日本和歌山線 大和二見駅
- 南海高野線 御幸辻駅